# Riserva speciale di Analamerana
La riserva speciale di Analamerana è un'area naturale protetta del Madagascar settentrionale.

## Territorio
La riserva si trova nella regione di Diana, nel Madagascar settentrionale, circa 70 Km a sud di Antsiranana.

La regione è dominata da un massiccio calcareo che si estende dalla costa dell'oceano Indiano a est, sino al massiccio dell'Ankarana a ovest.
Il territorio della riserva rappresenta una importante fonte di acqua per l'agricoltura della regione, essendo attraversata da diversi corsi d'acqua, tributari dell'Irodo a nord e del Loky a sud, che riforniscono le risaie della regione.

## Flora
La riserva è in gran parte ricoperta da una densa foresta decidua secca. Delle 6 specie di baobab endemiche del Madagascar, ben tre (Adansonia madagascariensis, Adansonia perrieri e Adansonia suarezensis) si trovano all'interno dell'area protetta.

## Fauna

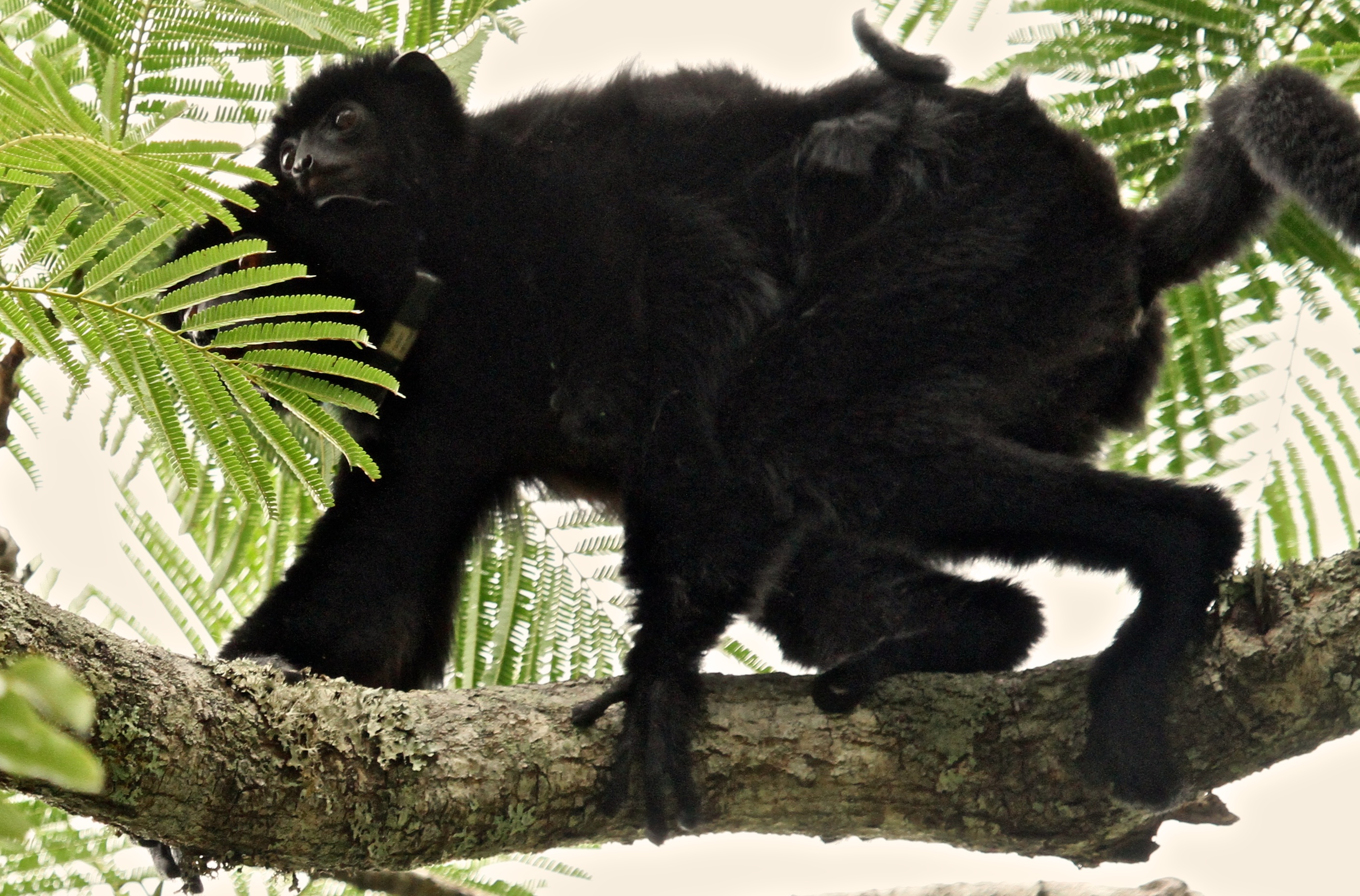
Propithecus perrieri

La riserva ospita varie specie di lemuri; tra di essi il Propithecus perrieri, il cui areale è circoscritto ad Analamerana e al vicino massiccio di Ankarana, è considerato in pericolo critico di estinzione; altri lemuri presenti sono il lemure coronato (Eulemur coronatus), il lemure di Sanford (Eulemur sanfordi), il lepilemure di Ankarana (Lepilemur ankaranensis), il lepilemure cerchiato (Lepilemur milanoii), il valuvi della Montagna d'Ambra (Phaner electromontis), l'apalemure occidentale (Hapalemur occidentalis), il microcebo rosso settentrionale (Microcebus tavaratra), il chirogaleo bruno (Cheirogaleus major) e l'aye-aye (Daubentonia madagascariensis).
Altri mammiferi presenti nel territorio della riserva sono il fossa (Cryptoprocta ferox), il falanouc (Eupleres goudotii), la civetta malgascia (Fossa fossana), la mangusta dalla coda ad anelli (Galidia elegans), varie specie di tenrec (Tenrec ecaudatus, Microgale dobsoni, Setifer setosus) e diverse specie di chirotteri tra cui il pipistrello della frutta paglierino (Eidolon dupreanum), il pistrello naso a foglia di Commerson (Hipposideros commersoni) e il rossetto del Madagascar (Rousettus madagascarensis).

Tra gli uccelli presenti nella riserva meritano una menzione la sgarza del Madagascar (Ardeola idae), l'astore di Henst (Accipiter henstii), il vanga di Van Dam (Xenopirostris damii), la mesena dal petto bianco (Mesitornis variegatus) e l'ibis crestato di foresta (Lophotibis cristata).

Tra gli anfibi si segnalano Ptychadena mascareniensis, Hoplobatrachus tigerinus, Boophis tephraeomystax, Laliostoma labrosum, Mantidactylus curtus e Blommersia wittei.

## Accessi
Da Antananarivo si può raggiungere Analamerana tramite la Route Nationale 6, transitabile solo durante la stagione secca, da maggio a novembre.
Esistono collegamenti in taxi-brousse sia da Antananarivo che da Antsiranana.